# Passau (Schiff, 1990)
| Minenjagdboot Passau                                                               | Minenjagdboot Passau                          | Minenjagdboot Passau |
| ---------------------------------------------------------------------------------- | --------------------------------------------- | -------------------- |
| Das Minenjagdboot Passau im nördlichen Minch beim NATO-Manöver JOINT WARRIOR 2012. |                                               |                      |
| Allgemeine Informationen                                                           |                                               |                      |
| Klasse:                                                                            | Minenjagdboot Klasse 333 (Kulmbach-Klasse)    |                      |
| Optisches Rufzeichen:                                                              | M 1096                                        |                      |
| Internationales Rufzeichen:                                                        | DRFJ                                          |                      |
| Bauwerft:                                                                          | Abeking & Rasmussen, Lemwerder i. O.          |                      |
| Baunummer:                                                                         | 6418                                          |                      |
| Taufe:                                                                             | 13. März 1990                                 |                      |
| Indienststellung:                                                                  | 18. Dezember 1990                             |                      |
| Außerdienststellung:                                                               | 27. September 2013                            |                      |
| Verbleib:                                                                          | derzeit Marinearsenal Kiel                    |                      |
| Technische Informationen                                                           |                                               |                      |
| Rumpf:                                                                             | Amagnetischer Stahl                           |                      |
| Länge über alles:                                                                  | 54,27 m                                       |                      |
| Breite:                                                                            | 9,21 m                                        |                      |
| Tiefgang:                                                                          | 3,04 m                                        |                      |
| Vermessungsgröße (BRZ):                                                            | 635 t                                         |                      |
| Höchstgeschwindigkeit:                                                             | 18 kn                                         |                      |
| Anker:                                                                             | 2 Bruce-Anker, je 250 kg und 150 m Ankerkette |                      |
| Wellen / Propeller:                                                                | 2 Verstellpropeller, je 1900 mm Durchmesser   |                      |
| Antrieb:                                                                           | 2× MTU 16V396 TB 84, je 2040 kW               |                      |
| E-Erzeugung:                                                                       | 3× MWM TBD 601-6S, je 288 kW                  |                      |
| Weitere Daten:                                                                     | siehe Kulmbach-Klasse                         |                      |

Die Passau war ein Minenjagdboot der Deutschen Marine. Sie gehörte nach dem Umbau 1999/2000 zu den Minenjagdbooten der Kulmbach-Klasse, hatte eine Besatzungsstärke von 43 Soldaten und unterstand zuletzt dem 3. Minensuchgeschwader (Großverband Einsatzflottille 1) mit Heimathafen in Kiel. Die Passau wurde am 27. September 2013 außer Dienst gestellt.

## Geschichte
Die Passau wurde am 13. März 1990 in der Werft Abeking & Rasmussen, Lemwerder i. O. durch Gertraud Hösl, die Gattin des damaligen Passauer Oberbürgermeisters Hans Hösl, getauft. Die Indienststellung des Bootes erfolgte am 18. Dezember 1990 im Marinestützpunkt Olpenitz als eines von zehn „Schnellen Minensuchbooten“ der „Hameln-Klasse“ (Klasse SM343).
In den Jahren 1999 und 2000 wurde die Passau zum Minenjagdboot der „Kulmbach-Klasse“ (Klasse MJ333) umgebaut. Am 27. September 2013 wurde sie im Marinearsenal Kiel außer Dienst gestellt.
Die Passau nahm im Laufe ihrer Fahrenszeit an zahlreichen Einsätzen bei den Ständigen Minenabwehrverbänden der NATO SNMCMG1 beziehungsweise SNMCMG2 (vormals: MCMFORNORTH bzw. MCMFORSOUTH) teil und war von Oktober 2011 bis März 2012 im Auslandseinsatz bei UNIFIL. Noch im Dezember 2012, kurz vor der Herausnahme aus der Fahrbereitschaft der Deutschen Marine, konnte die Besatzung das Wrack des am 5. Dezember 2012 in der Neustädter Bucht ins Wasser abgestürzten norwegischen Helikopters LN-OMY finden.

## Patenschaft mit der Stadt Passau

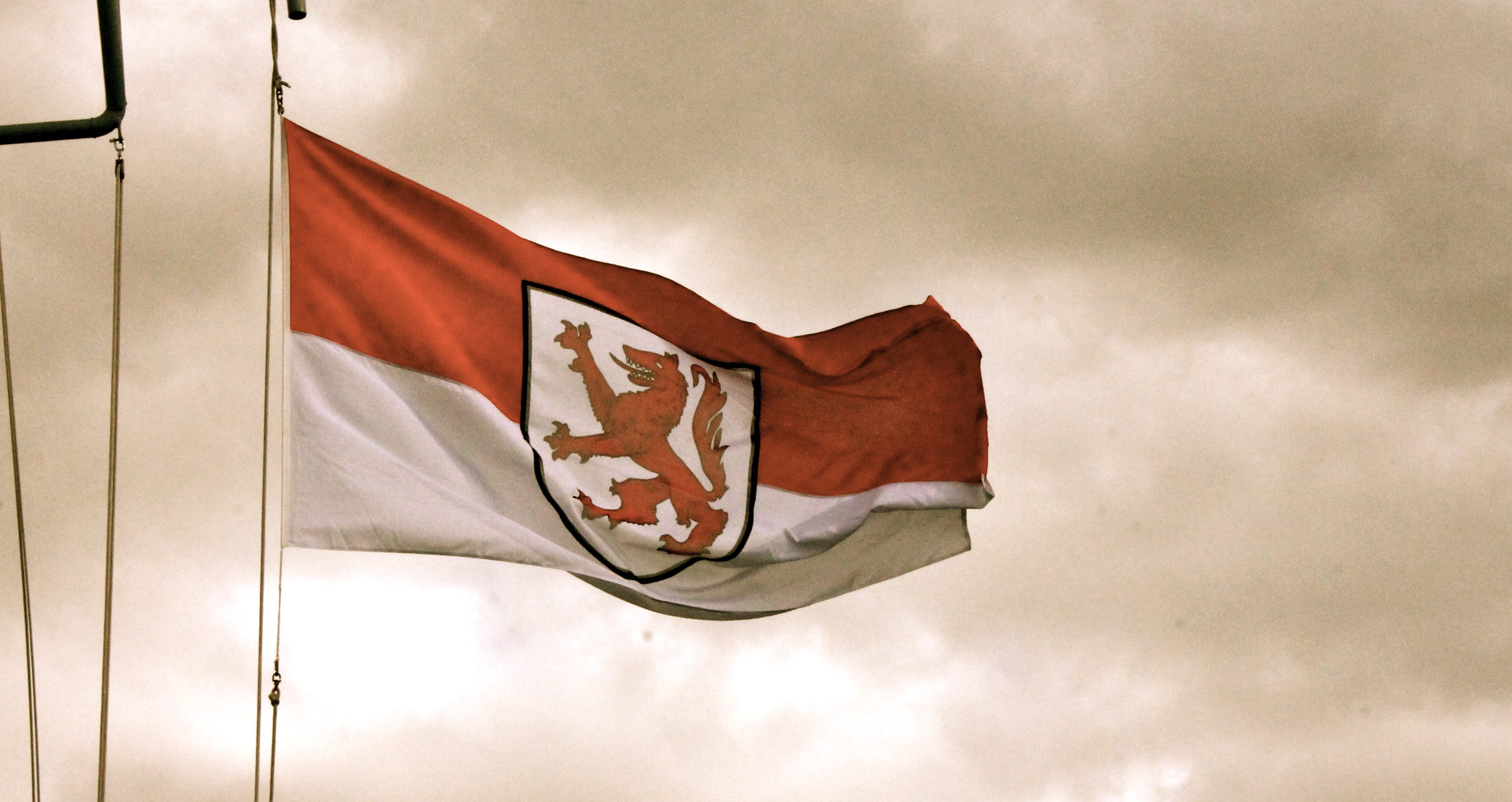
Passauer Wolf am Signalmast

Zwischen der Besatzung des Bootes und der Stadt Passau bestand während der aktiven Dienstzeit des Bootes eine Patenschaft. Jährliche gegenseitige Besuche von Delegationen in der Stadt und an Bord ließen ein Band zwischen der Besatzung und der namensgebenden Patenstadt entstehen. Die Marinekameradschaft Passau unterstützte diese Aktivitäten durch das Engagement ihrer Mitglieder. Besucher der Stadt Passau können im dortigen Rathaus zahlreiche Gegenstände besichtigen, die bei Besuchen im Rahmen der Patenschaft von der Besatzung der Passau überreicht wurden. So findet sich dort beispielsweise ein Brett mit den Schildern sämtlicher Kommandanten der Passau, ein Kieler Matrosenhemd und eine UNIFIL-Einsatzflagge. Mit Außerdienststellung des Minenjagdbootes Passau und Rückgabe der Patenschaftsurkunde endete die Patenschaft formell.  Bestrebungen, die Patenschaft auf eine andere militärische Einheit zu übertragen, wurden mangels Namensbezugs nicht weiter verfolgt.

## Wappen

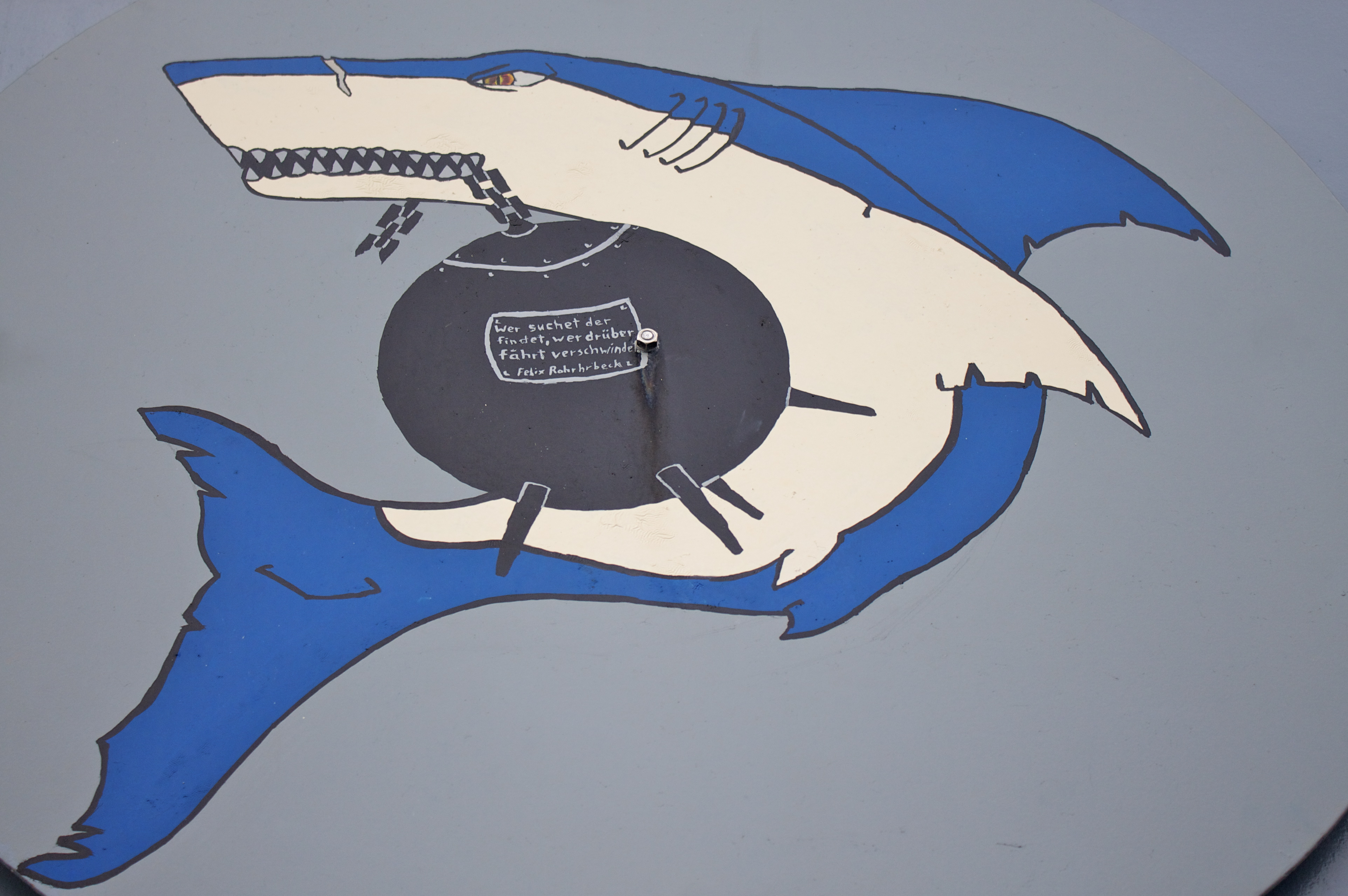

Das Wappen der Passau ist der unter diesem Namen bekannte „Passauer Hai“, ein Grauer Riffhai, der in seiner Schnauze ein an einem abgerissenen Ankertau hängendes Minengefäß hält.

## Kommandanten
| Nr. | Name                    | Kommandoübernahme | Bemerkung                            |
| --- | ----------------------- | ----------------- | ------------------------------------ |
| 01  | Thomas Bläß             | 18. Dez. 1990     | Indienststellung                     |
| 02  | Michael Worms           | 18. Dez. 1993     |                                      |
| 03  | Thomas Haase            | 26. Sep. 1995     |                                      |
| 04  | Ralf Schnittka          | 26. März 1998     |                                      |
| 05  | Jens-Uwe Kudlik         | 29. Juni 2000     |                                      |
| 06  | Martin Schwarz          | 26. Sep. 2002     |                                      |
| 07  | Tobias Voß              | 17. Sep. 2004     |                                      |
| 08  | Leif Albers             | 22. Sep. 2006     |                                      |
| 09  | Kim Oliver Schneidewind | 4. Juli 2007      |                                      |
| 10  | Bastian Fischborn       | 27. Mai 2010      | Außerdienststellung am 27. Sep. 2013 |

## Besuchte Länder und Häfen
Im Laufe ihrer Fahrenszeit besuchte das Minenjagdboot Passau 26 verschiedene Länder und 87 verschiedene Häfen. Sie legte in rund 23 Jahren 205.815,19 Seemeilen zurück, was etwa neuneinhalb Erdumrundungen entspricht. Der nördlichste besuchte Hafen war Harstad (Norwegen), der östlichste Beirut (Libanon), der westlichste und südlichste Mindelo (Kap Verde).

## Verbleib
Mit Außerdienststellung am 27. September 2013 wurde das Minenjagdboot Passau an das Marinearsenal, Arsenalbetrieb Kiel übergeben. Seitdem liegt es dort am Liegeplatz MG und ist von der Förde aus an der Südseite des Arsenalhafens deutlich zu erkennen. Die Rumpfnummer M1096 wurde übermalt und das Boot mit der Aufschrift Ex Passau gekennzeichnet. Ob das Boot verschrottet oder verkauft werden soll, ist unklar. Zwar überraschte die Passauer Stadträtin Silke Werts im Juni 2012 im Kulturausschuss der Stadt Passau mit der ungewöhnlichen Idee, die Stadt könnte das Boot kaufen und in der Stadt Passau an eine Pier legen, jedoch wurde diese Idee nicht weiter verfolgt.

## Traditionsgegenstände

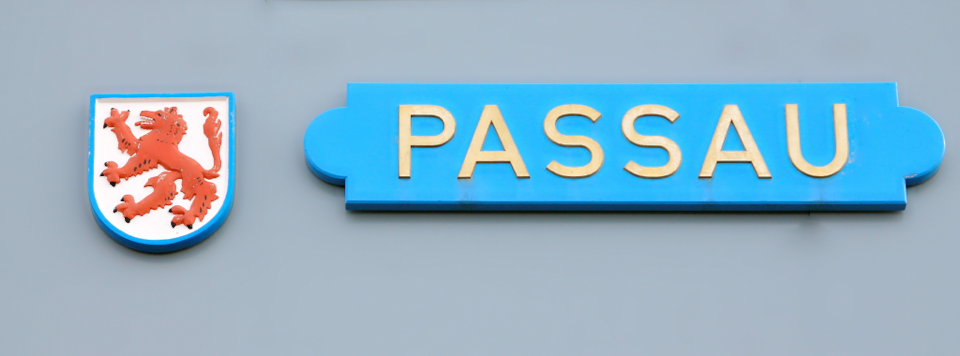
Namensschild und Stadtwappen

Bei der Außerdienststellung wurden dem Oberbürgermeister der Stadt Passau ein Bugwappen des 3. Minensuchgeschwaders, ein Namensschild des Bootes sowie ein Stadtwappen, die an der Brückennock befestigt waren, die Patenschaftsurkunde und die Schiffsglocke übergeben. Diese Gegenstände werden von der Stadt Passau seitdem im Rathaus ausgestellt. Die Marinekameradschaft Passau erhielt ebenfalls ein Bugwappen des 3. Minensuchgeschwaders, ein Passauer Stadtwappen und den Flaggensatz des internationalen Rufzeichens DRFJ. Das 3. Minensuchgeschwader erhielt ein weiteres Namensschild des Bootes aus der Brückennock. Zahlreiche Erinnerungsgegenstände, Wappen und Bilder, mit denen Besatzungen von Marineeinheiten ihre Kammern, Decks und Messen dekorieren, befinden sich heute in der Passau-Klause. So hat ein der letzten Besatzung der Passau angehörender Soldat die Hütte seines Schrebergartens im Kleingärtnerverein-Kiel-Holtenau genannt, wo ehemalige Besatzungsmitglieder in unregelmäßigen Abständen zusammenkommen.

## Galerie

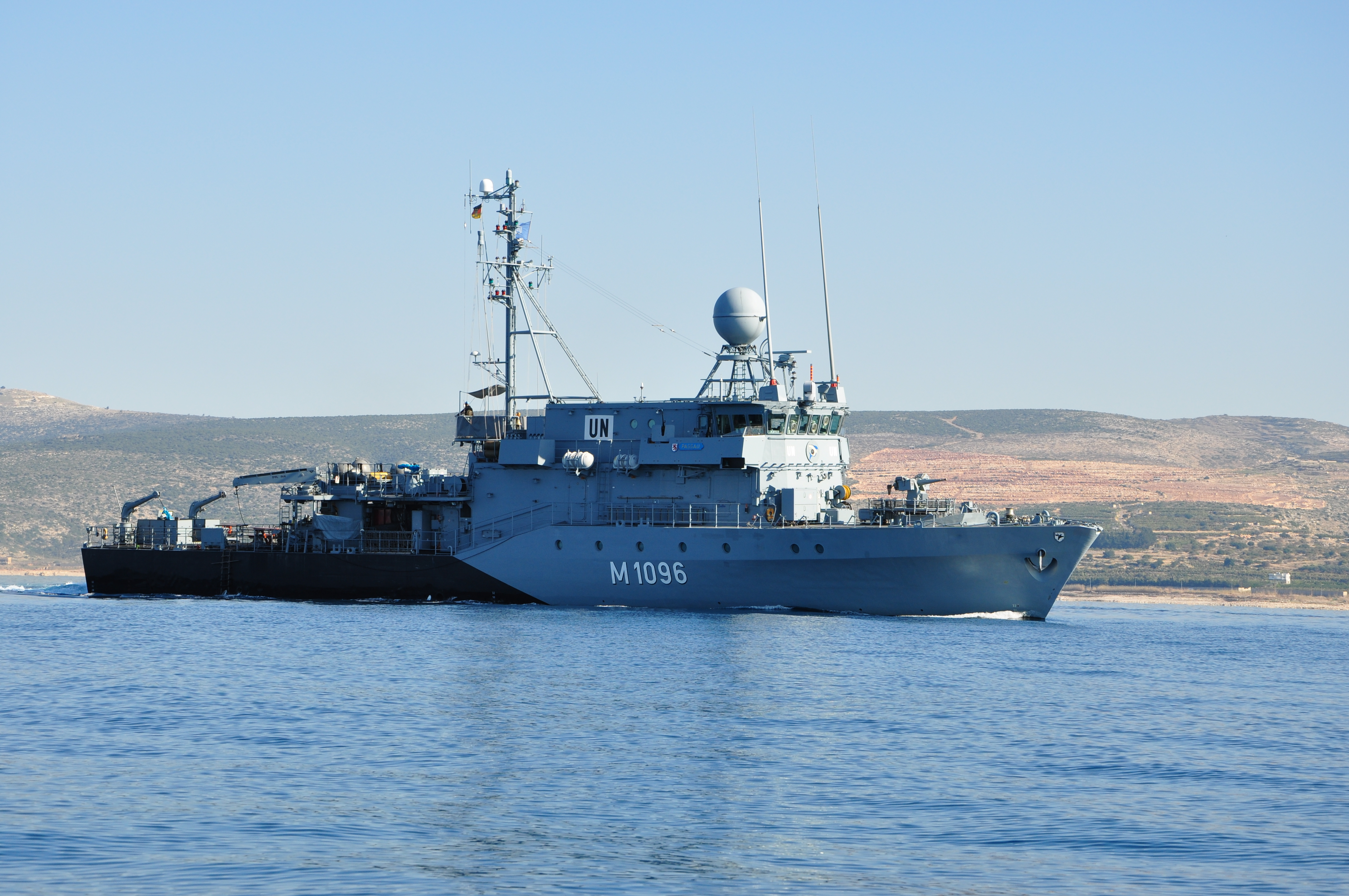
Das Minenjagdboot Passau bei der seeseitigen Absicherung des UN-Hauptquartiers in Naqura (Libanon).
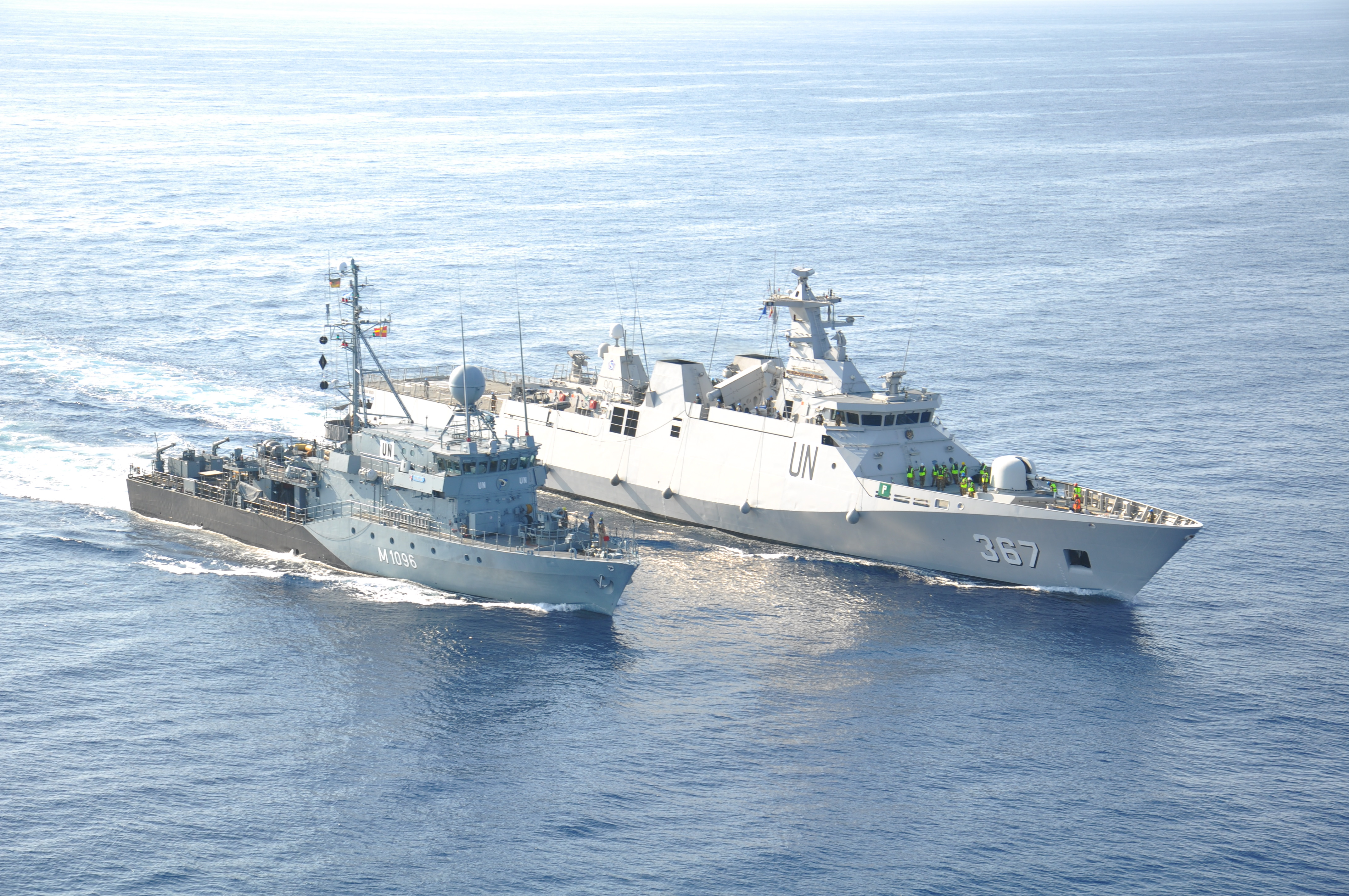
Das Minenjagdboot Passau beim Längsseitsgehen an die indonesische Korvette Sultan Iskandar Muda während des Einsatzes im Rahmen der UNIFIL Maritime Task Force.
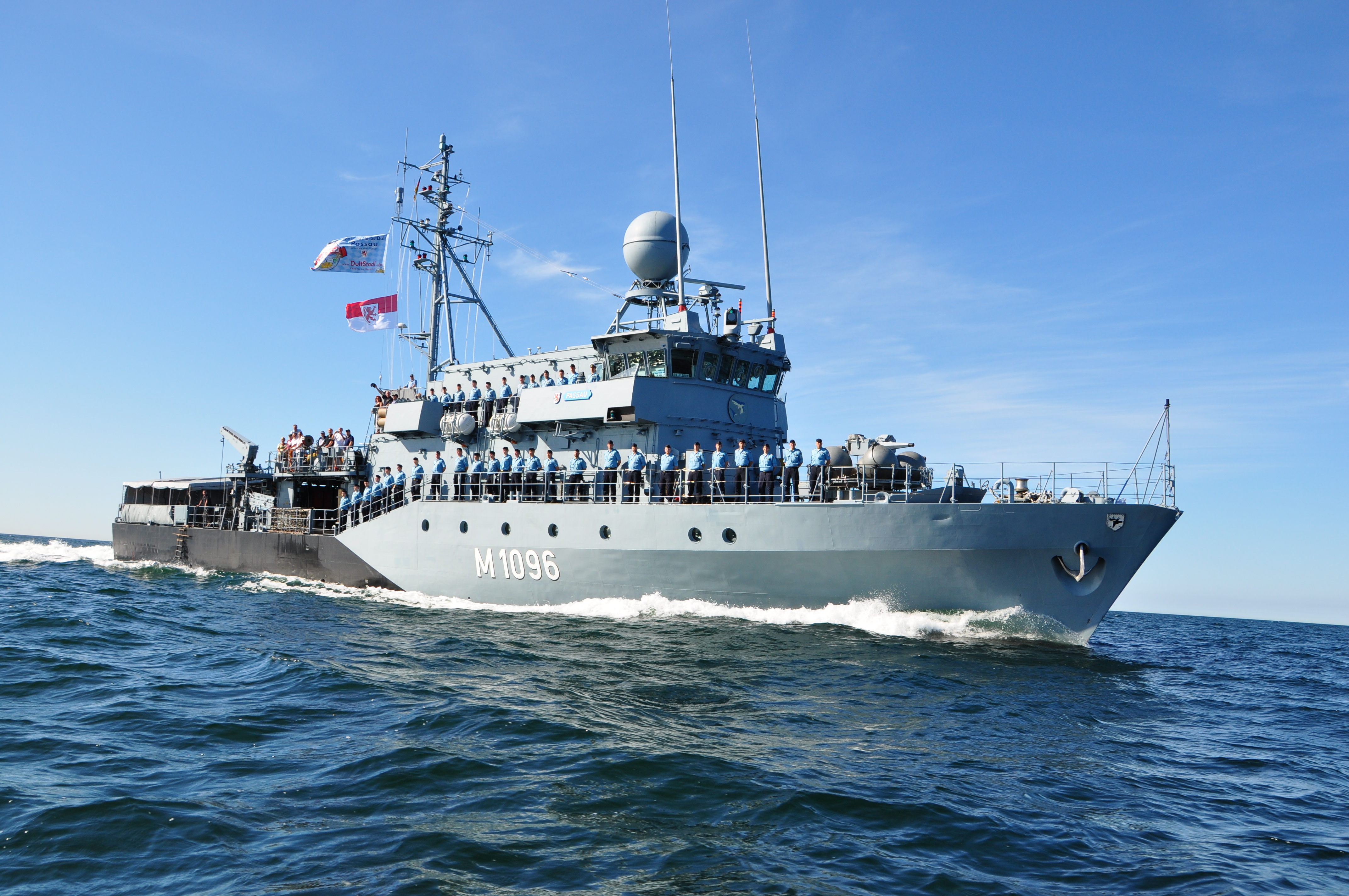
Die Besatzung des Minenjagdbootes Passau auf Passieraufstellung mit gesetzter Flagge der Stadt Passau bei einem Besuch durch die Patenstadt.
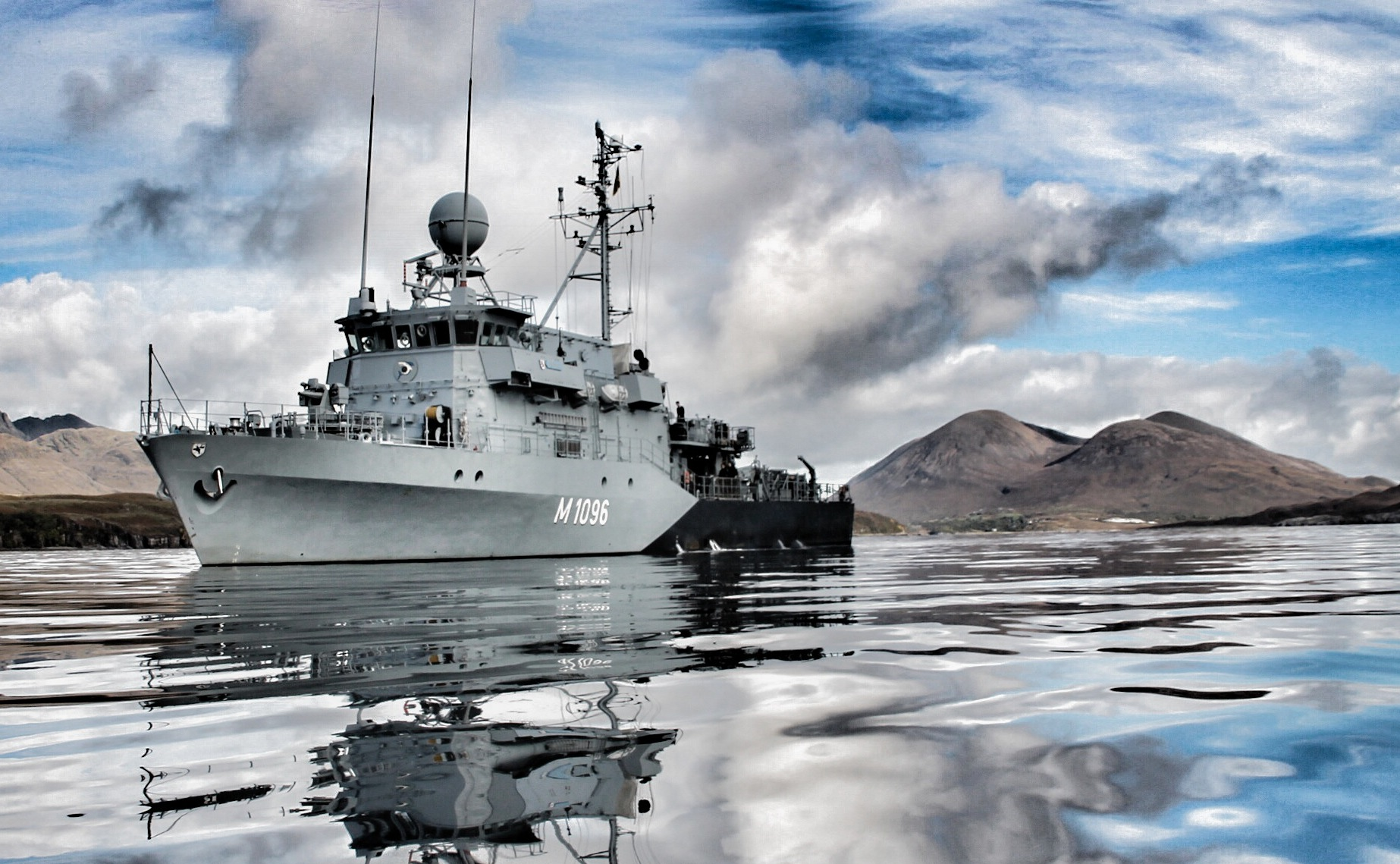
Das Minenjagdboot Passau im nördlichen Minch beim NATO-Manöver JOINT WARRIOR 2012.
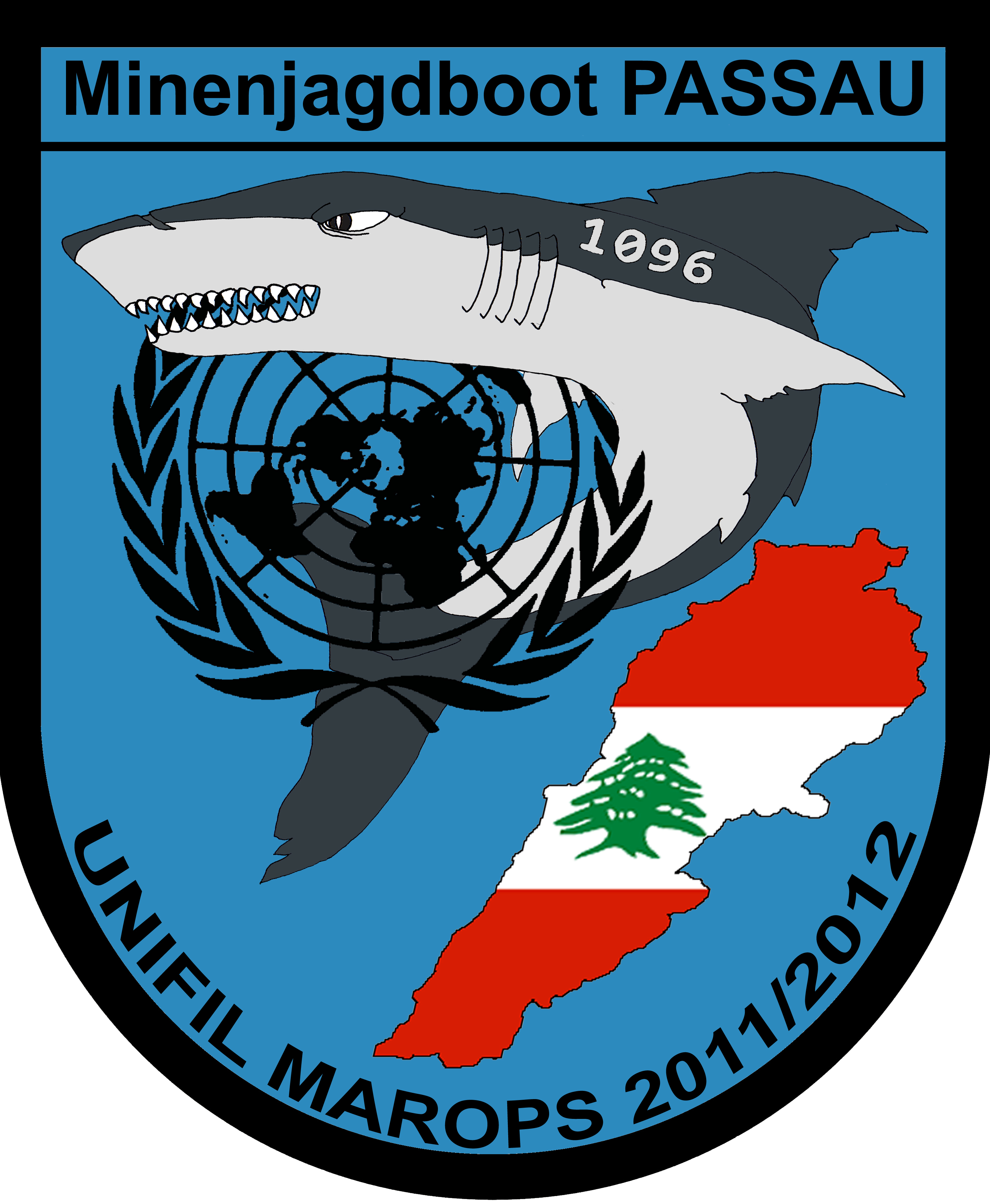
Das Einsatz-Wappen der Besatzung des Minenjagdbootes Passau aus dem 16., 17. und 18. Deutschen Einsatzkontingent UNIFIL Maritime Task Force.
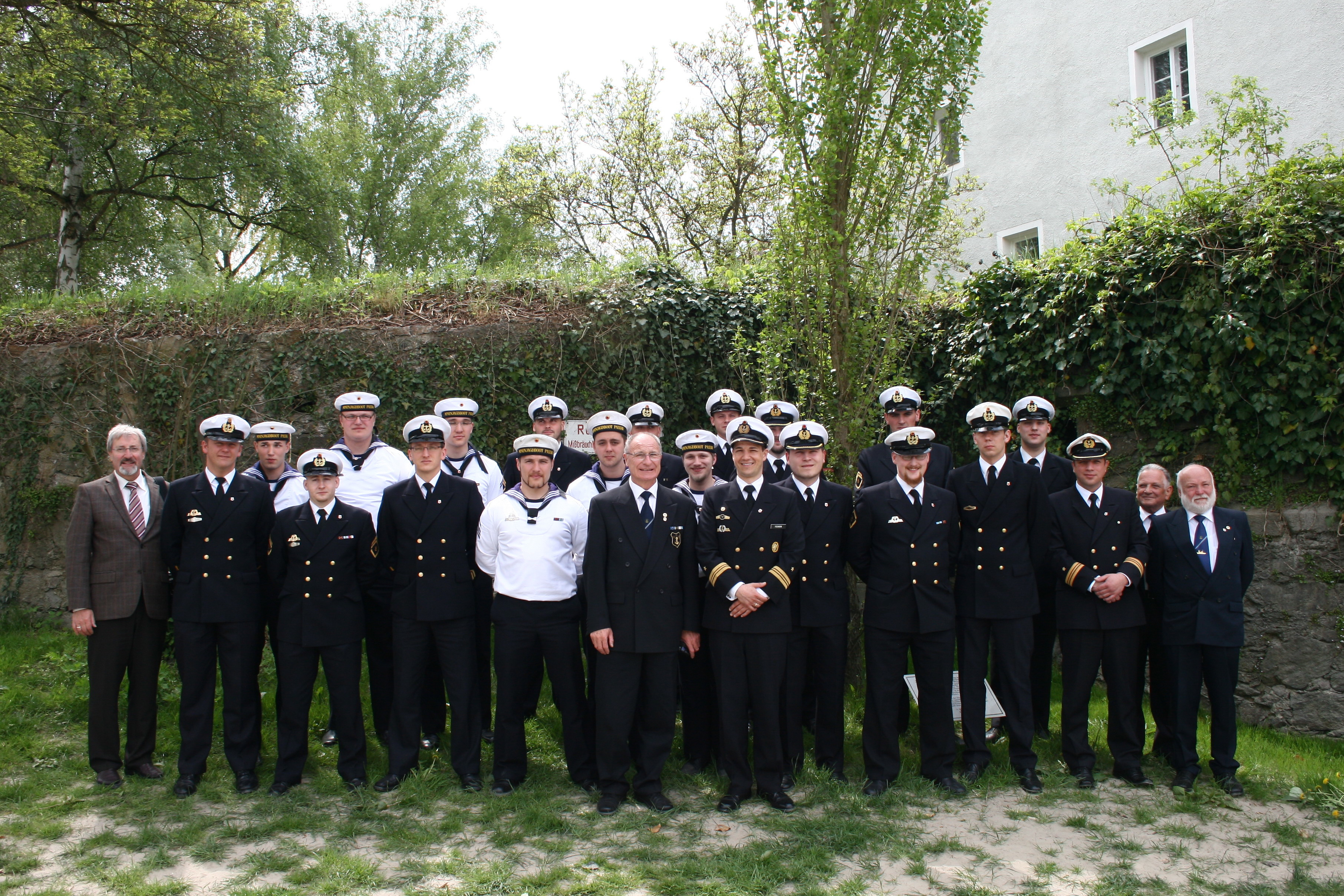
Soldaten des Minenjagdbootes Passau und Vertreter der Stadt sowie der Marinekameradschaft Passau bei einem Besuch in Passau.
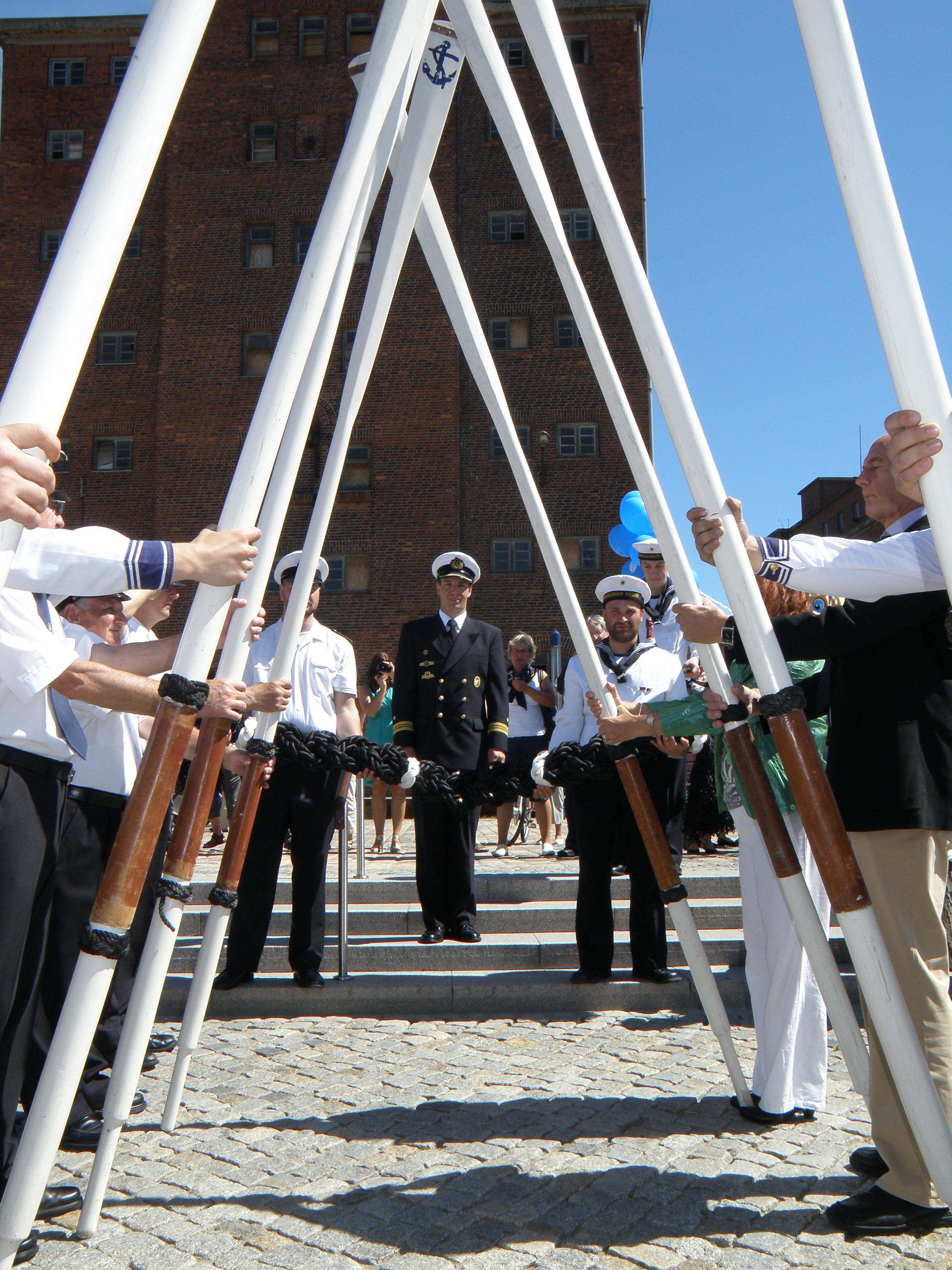
Soldaten des Minenjagdbootes Passau stehen Spalier mit Riemen bei der Hochzeit eines Besatzungsmitglieds im Stadthafen der Hansestadt Wismar.
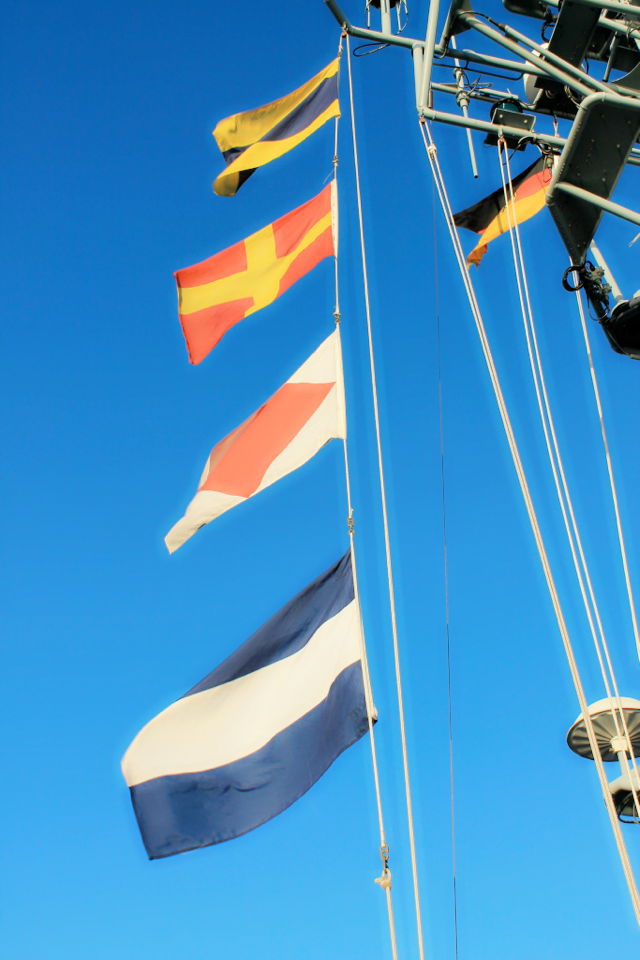
Das internationale Rufzeichen DRFJ des Minenjagdbootes Passau weht als Flaggensignal neben der Bundesdienstflagge der Seestreitkräfte
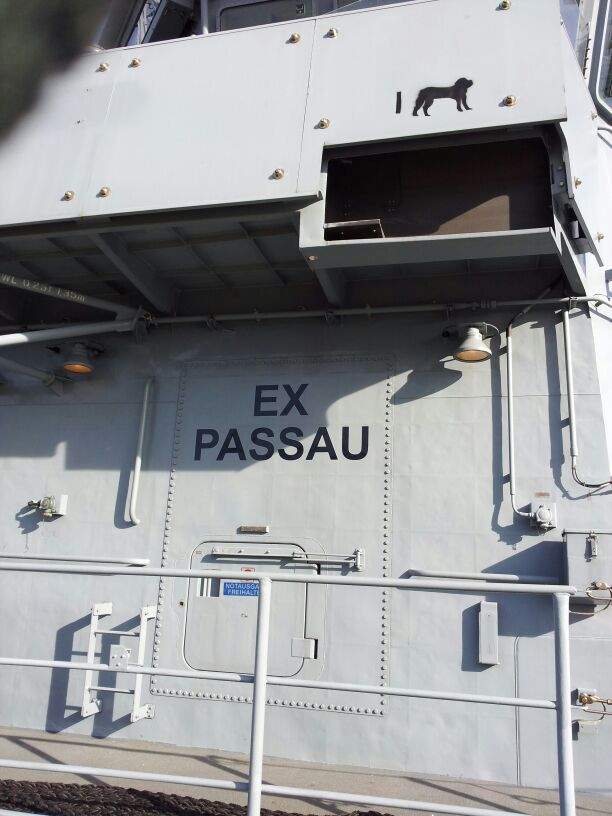
Lackierung ex Passau auf der Steuerbordseite des Minenjagdbootes Passau nach der Außerdienststellung
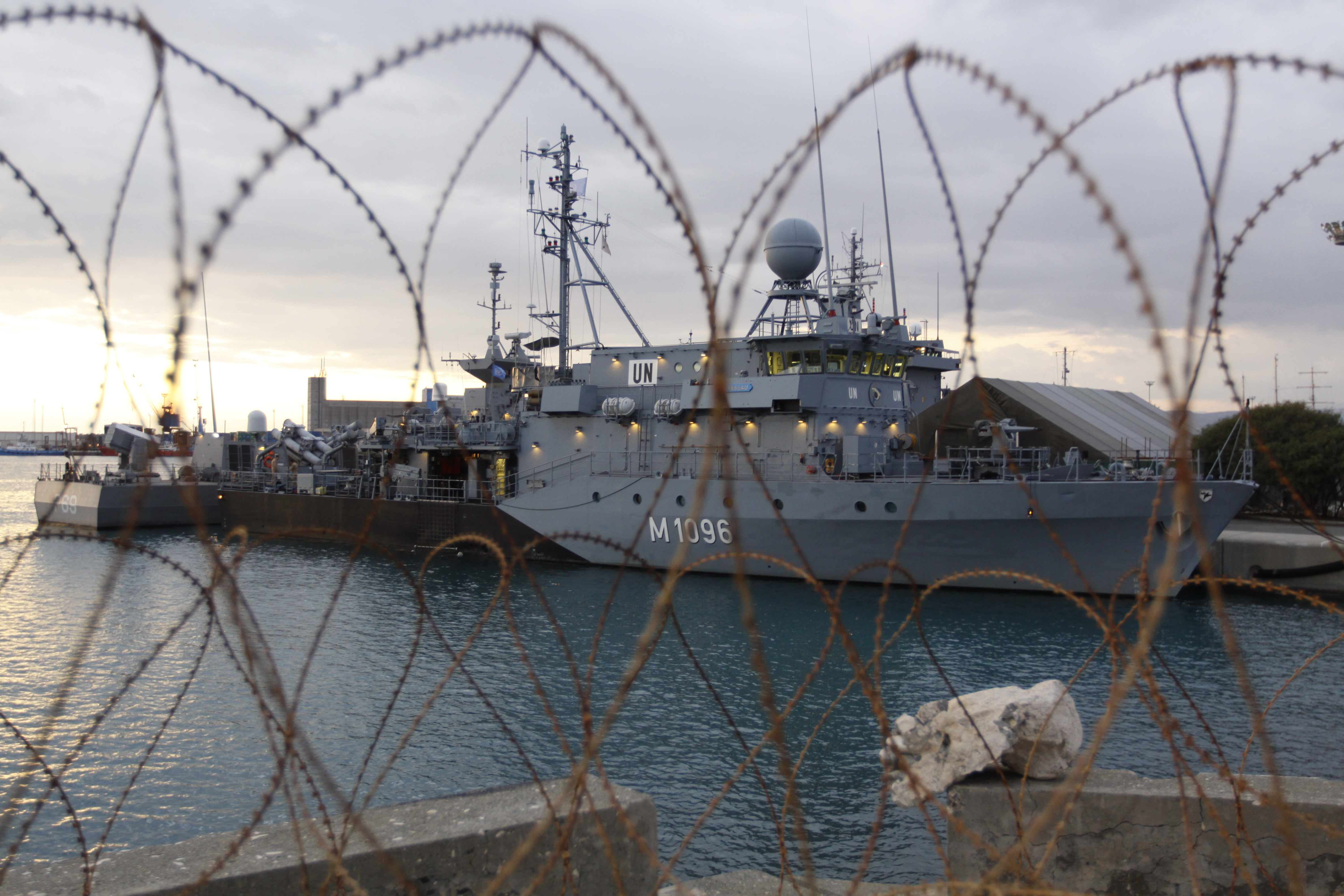
Das Minenjagdboot Passau im UNIFIL-Einsatz während eines Hafenaufenthalts

## Küstenminensuchboot M-1255 Passau
Es gab in der Bundesmarine bereits eine Minenabwehreinheit mit gleichem Namen, das Küstenminensuchboot M-1255 Passau der Vegesack-Klasse (Klasse 321). Es wurde am 15. Oktober 1960 in Dienst und bereits am 12. Juli 1963 außer Dienst gestellt, zwischenzeitlich einkokoniert und 1975 an die Türkei gegeben, wo es seitdem als M525 Kemer fuhr.